# در کار
در کار (انگلیسی: On the Job) یک فیلم جنایی نئو-نوآر محصول سال ۲۰۱۳ سینمای فیلیپین به نویسندگی و کارگردانی اریک ماتی که به همراه میچیکو یاماموتو فیلمنامه را نوشته است. این فیلم با بازی جرالد اندرسون، جوئل توره، جوی مارکز و پیلو پاسکوال همراه است.
این فیلم به عنوان بخشی از دو هفته کارگردانان در جشنواره فیلم کن ۲۰۱۳ نمایش داده شد، جایی که مورد تحسین قرار گرفت و در ۲۴ مه مورد تشویق ایستاده قرار گرفت. این فیلم در ۲۸ اوت ۲۰۱۳ در فیلیپین و در ۲۷ سپتامبر همان سال در ایالات متحده و کانادا اکران شد. نقدهای مثبتی از منتقدان خارجی و داخلی دریافت کرد. در سال ۲۰۲۱، دنباله این فیلم در کار ۲: گمشده منتشر شد یک بازسازی به عنوان یک مینی سریال شش قسمتی به همین‌نام نیز منتشر شد.

## خلاصه داستان
داستان دو زندانی قاتل (اندرسون و توره) را روایت می‌کند که به‌طور موقت برای اجرای اعدام‌های سیاسی آزاد می‌شوند، و دو مجری قانون (مارکز و پاسکوال) که وظیفه بررسی پرونده قتل مرتبط با مواد مخدر در زندان را بر عهده دارند.

## ساخت
فیلمبرداری در مانیل در ۳۳ روز انجام شد، با بودجه تولید ۴۷ میلیون پوند (حدود ۱٫۱ میلیون دلار آمریکا).

## بازخوردها
- در راتن تومیتوز دارای تاییدیه ۹۴٪ با میانگین امتیاز ۶٫۶ از ۱۰ بر اساس رای ۱۶ نقد منتقد به فیلم می‌دهد.[۳]
- در متاکریتیک «بررسی‌های عموماً مطلوب» زیرا با میانگین وزنی کلی ۷۰ از ۱۰۰، بر اساس رای ۱۱ منتقد دریافت کرد.[۴]